# أندرسون كوبر
أندرسون هايز كوبر (بالإنجليزية: Anderson Hays Cooper) ‏ (3 يونيو 1967) هو صحفي وكاتب ومقدم برامج أمريكي. يعمل حاليا كمذيع أساسي لسي إن إن في البرنامج الإخباري أندرسون كوبر 360°. البرنامج عادة ما يبث مباشر من استوديو بمدينة نيويورك، إلا أنه غالبا ما يتم بث البرنامج على الهواء مباشرةً من موقع قصص الأخبار العاجلة. في عام 2012 كشف كوبر عن أنه مثلي الجنس: ويُعتبر كوبر وفقاً لصحيفة نيويورك تايمز «أبرز صحفي مثلي في التلفزيون الأمريكي.»

## الحياة والتعليم
ولد كوبر في 3 يونيو عام 1967 في مدينة نيويورك وهو الابن الأصغر للكاتب والفنان ومصمم الأزياء ويات إيموري كوبر والوريثة غلوريا فاندربلت.
بدأت تجربة كوبر الإعلامية في وقت مبكر من حياته فعندما كان رضيع، تم تصويره من قبل ديان اربس. وفي سن الثالثة، كان كوبر ضيفا في برنامج عرض الليلة في 17 سبتمبر 1970، حيث ظهر مع والدته. من سن العاشرة إلى الثالثة عشر، عمل كوبر كعارض أزياء مع موديلات فورد لرالف لورين، كالفن كلاين وميسي.
تعرض والد كوبر لسلسلة من المشاكل في القلب، وتوفي في بتاريخ 5 يناير عام 1978، حيث كان يخضع لجراحة القلب المفتوح في سن الخمسين. ويقال أن هذا أثر على كوبر في صغره «بشكل كبير». وقال أنه وهو يستعيد ذكريات الماضي، «اعتقد بأنني أشبه كثيرا والدي بعدة طرق»، بما في ذلك «أننا متشابهين كثيرا، وبأننا نملك نفس روح الدعابة وحب قراءة القصص». يعتبر كوبر كتاب والده العائلات نوع من الدليل... «كيف كان يريد مني أن أعيش حياتي والخيارات التي كان يريد مني أن أخذها، ولذلك أشعر بأنني مرتبط جدا به».
خلال النصف الثاني من السنة النهائية في مدرسة دالتون، في سن السابعة عشر، انتقل كوبر إلى جنوب أفريقيا في «شاحنة 13 طنا للجيش البريطاني» في الوقت الذي أصيب به بالملاريا، واحتاج إلى دخول المستشفى في كينيا. وكوصف للتجربة، كتب كوبر «أفريقيا مكان ينسى وتنسى فيه».
الشقيق الأكبر لكوبر كارتر فاندربيلت كوبر انتحر يوم 22 يوليو عام 1988، في سن الثالثة والعشرين، من خلال القفز من شرفة الطابق الرابع عشر من شقة فوق سطح فاندر بيلت في مدينة نيويورك. وكتبت غلوريا فاندربيلت في وقت لاحق عن وفاة ابنها في كتاب قصة أم، حيث أعربت عن اعتقادها بأن الانتحار الذي نجم عن الذهان نتجت من وجود حساسية لدواء بروفينتيل وهو الدواء المستخدم لمكافحة الربو يذكر أندرسون ان انتحار كارتر أثار اهتمامه بالصحافة. «الخسارة هو الموضوع الذي أقوم بالتفكير فيه كثيرا وشيء أتناوله في عملي. وأعتقد بأنك عندما تواجه أي نوع من الخسارة، وخصوصا النوع الذي واجهته، ستثار لديك تساؤلات حول البقاء على قيد الحياة: لماذا بعض الناس تزدهر في الحالات التي لا يمكن ان يتحملها آخرون؟ هل سوف أكون قادرا على البقاء وعلى مواصلة حياتي في العالم وحدي؟».
تخرج كوبر من مدرسة دالتون في عام 1985، وواصل تعليمه في جامعة ييل، حيث كان مقيما في كلية ترمبل، وأصبح عضو في جمعية المخطوطات. كما درس كلا من العلوم السياسية والعلاقات الدولية وتخرج عام 1989.
في الكلية، قضى كوبر صيفان كمتدرب في وكالة الاستخبارات المركزية. على الرغم من انه من الناحية الفنية لم ينل أي قسط من التعليم الصحفي الرسمي، إلا أنه اختار مهنة الصحافة بدلا من البقاء مع الوكالة بعد المدرسة، بعد أن كان على حد قوله «مدمن لمتابعة الأخبار منذ كنت في الرحم».
بعد أول عمل له كمراسل في أوائل عام 1990، حصل كوبر على إجازة من التقارير وعاش في فيتنام لمدة سنة، وخلال هذه الفترة درس اللغة الفيتنامية في جامعة هانوي. وتحدث عن تجربته في فيتنام مع طلاب وقادة سى سبان، وقال انه منذ ذلك الحين، نسي كيف يتكلم اللغة.

## السيرة المهنية

### القناة الأولى

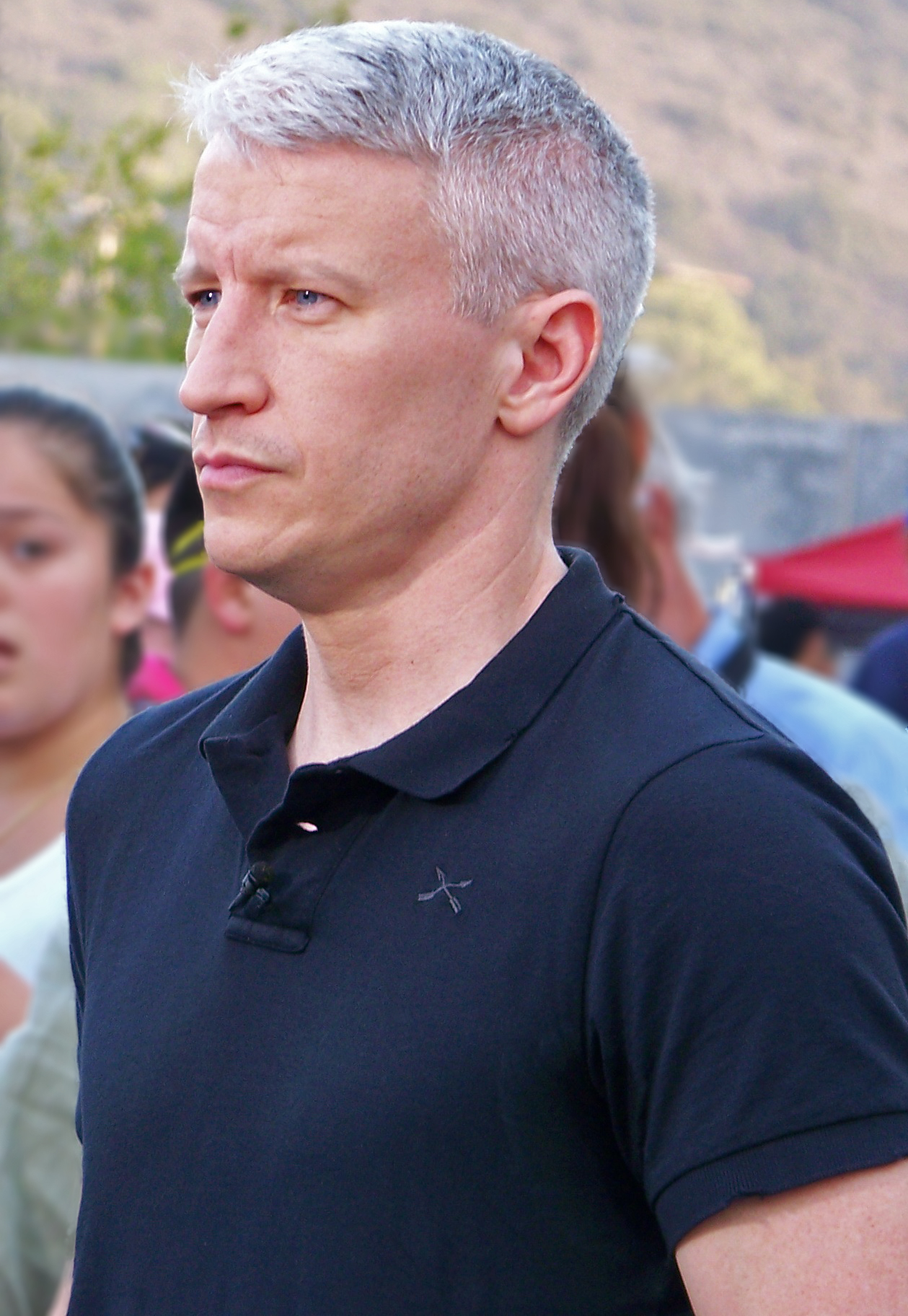
أندرسون كوبر في ملعب كوال كوم خلال حرائق الغابات البرية في كالفورنيا يتاريخ أكتوبر من عام 2007

بعد تخرجه من جامعة ييل، حاول كوبر الحصول على عمل دخول المستوى عبر الرد على الهواتف لصالح أي بي سي، لكنه لم يوفق في ذلك. مع وجود صعوبة في وضع قدميه على أول طريق مجال البث المباشر، قرر كوبر طلب مساعدة من صديق له للحصول على بطاقة عضوية صحفية مزورة. في ذلك الوقت، كان كوبر يعمل حقيقةً فاحص لوكالة أنباء صغيرة وهي القناة الأولى، والتي تنتج برنامج إخبارى شبابي يًبث على العديد من المدارس الإعدادية والثانوية في الولايات المتحدة. ثم دخل كوبر ميانمار بنفسه ببطاقة العضوية الصحفية المزورة والتقى مع الطلبة الذين يحاربون الحكومة البورمية. وكان في نهاية المطاف قادرا على بيع ما لديه من أخبار محلية الصنع للقناة الأولى.
بعد التقارير الواردة من ميانمار، عاش كوبر في فيتنام لمدة سنة لدراسة اللغة الفيتنامية في جامعة هانوي. وبعد إقناع القناة باصطحاب كاميرا هاى - 8 معه، سرعان ما بدأ أندرسون تصوير وتجميع تقارير عن الحياة والثقافة الفيتنامية التي بثت على القناة الأولى. ثم عاد في وقت لاحق لتصوير قصص من مجموعة متنوعة من المناطق التي مزقتها الحروب في مختلف أنحاء العالم، بما في ذلك الصومال والبوسنة ورواندا. عن هاجس انتحار أخيه، يوضح كوبر أن «الشيء الوحيد الذي أعرفه حقيقةً هو أنني كنت أتألم وبحاجة للذهاب إلى مكان حيث الألم الخارجي يضاهي شعور الألم بداخلي». ويصف كوبر نفسه بأنه قد أصبح «مفتوناً بالحروب» خلال هذه الفترة الخطيرة من حياته.
مع العمل لعدة سنوات، بدأ كوبر يصبح وببطء أقل حساسية للعنف الذي كان يشهده من حوله؛ أصبحت أهوال من الإبادة الجماعية في رواندا شيئا تافها: «كنت أنظر لأرى عشرة جثث وأفكر، أتعلم، إنها عشرة، ليس أمرا سيئا». ولكن حادثة معينة جذبته إلى أنه:
مرّ كوبر على جانب الطريق عبر خمس جثث والتي كانت في الشمس لعدة أيام. جلد يد امرأة تقشر مثل القفازات. وللأعراب عن سحر هذه الحادثة الرهيبة، نزع كوبر كاميرته المهملة، واتخذ صورة مقربة لـ البومه الشخصي. وعندما كان يفعل، شخص ما التقط صورة له. في وقت لاحق اظهر هذا الشخص الصورة لكوبر، وقال: «أنت بحاجة إلى إلقاء نظرة على ما تقوم به». «وهنا أدركت إني يجب أن أتوقف و[...] يجب أن ابدأ التقرير عن بعض المعارض أو مسابقة ملكة الجمال أو شيء من هذا القبيل، لمجرد مثل، وأذكر نفسي ببعض المشاهد.» 

### إي بي سي
في عام 1995، أصبح كوبر مراسل ايه بي سي نيوز، وارتقى في نهاية المطاف إلى مذيع مساعد في برنامجه الليلى أخبار العالم الآن  في 21 سبتمبر 1999. في عام 2000 حول المسار الوظيفي، بالعمل كمضيف لبرنامج واقع أي بي سي المول:
My last year at ABC, I was working overnights anchoring this newscast, then during the day at 20/20. So I was sleeping in two- or four-hour shifts, and I was really tired and wanted a change. I wanted to clear my head and get out of news a little bit, and I was interested in reality TV—and it was interesting.

في سنتي الأخيرة لدلى أم بي سي، كنت أعمل خلال الليل مقدما للنشرة الأخبارية ومرة أخرى خلال النهار في 20/20. وهكذا فقد كنت أنام ما بين فترات مناوبة من اثنين لأربع ساعات، كنت متعبا جدا وأردت تغييرا. أردت أن أصفي ذهني وأن أبتعد عن الأخبار قليلا، وقتها كنت مهتما ب تلفزيون الواقع فقد كان هذا النمط من البرامج جذابا ومثيرا للاهتمام
كما كان كوبر ضيفا مؤقتا لريجيس فيلبين في برنامج حواري تلفزيوني مباشر مع ريجيس وكيلى  في عام 2007 عندما خضع فيلبين لعملية جراحة القلب. وهو ملخص لعرض مشاهد من اندرسون كوبر 360 °، وغالبا ما ابدي متعة في الطريقة التي يضحك بها.

### سى إن إن
غادر كوبر برنامج مول بعد الموسم الثاني للعودة إلى بث الأخبار في عام 2001 في سي إن إن، وعلق: "موسمين كانا كافيين، وحدثت هجمات 11 سبتمبر وكنت أعتقد بأنني بحاجة للعودة إلى الأخبار. "كان عمل كوبر الأول في سي ان ان مراسل إلى جانب بولا زان في اميركا صباحا. في عام 2002 أصبح مراسل سي ان ان في وقت الذروة الأسبوعي. منذ عام 2002، استضافت شبكة سي ان ان ليلة رأس السنة بنيويورك خاصة من تايمز سكوير. في يوم 8 سبتمبر عام 2003 أصبح مذيع في اندرسون كوبر 360°.
غطى كوبر عددا من القصص الهامة في عام 2005، بما فيها أضرار تسونامي في سريلانكا وثورة الأرز في بيروت وفاة ووفاة البابا يوحنا بولس الثاني، والزفاف الملكي للأمير تشارلز وكاميلا باركر بولز.

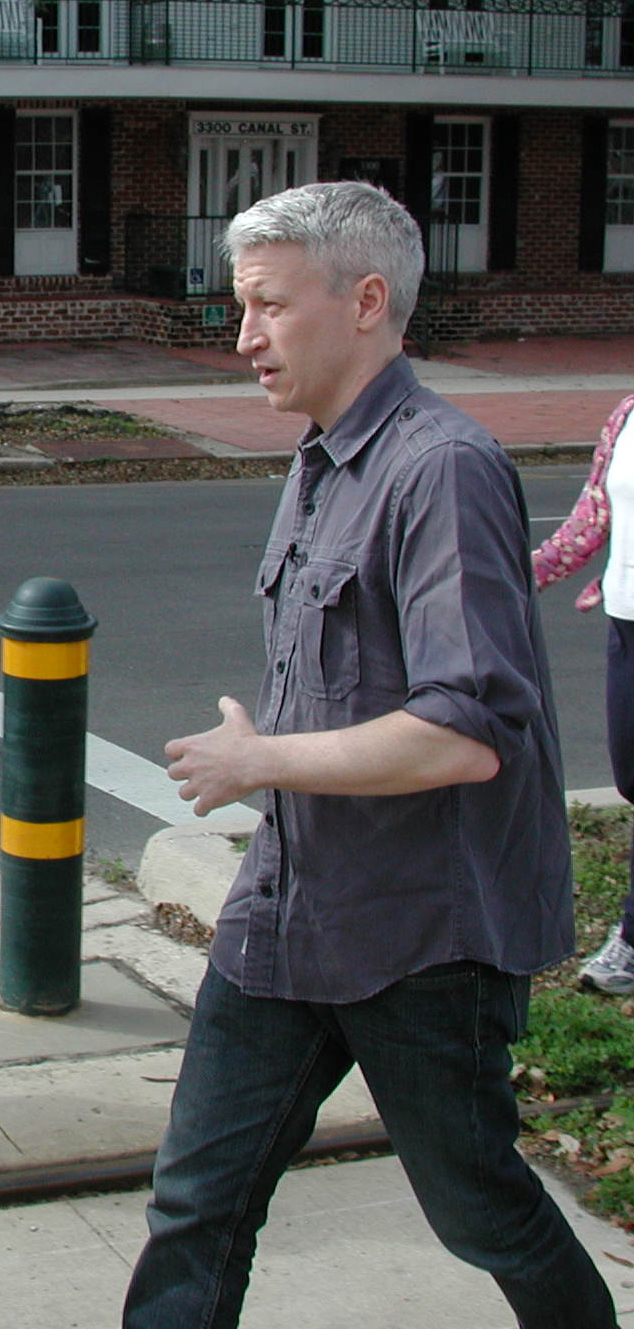
مسيرة كوبر في 11 يناير 2007، في نيو اورليانز ضد العنف

خلال تغطية سى ان ان عقب إعصار كاترينا، في مواجهة السيناتورة ماري لاندرو، والسيناتور ترينت لوت والقس جيسي جاكسون عن مفهومهم لرد الحكومة على ذلك. كما قال كوبر في وقت لاحق في مقابلة مع مجلة نيويورك «نعم، أنا لا أفضل أن تكون عاطفيا وأفضل ألا أنزعج، ولكن من الصعب عدم حدوث ذلك عندما تكون محاطا بالشجعان الذين يعانون وهم في حاجة». لاحظت مجلة الإذاعة والكابل  «وفي أعقاب ذلك، ساعد إعصار كاترينا على دخول نوع جديد من الصحافة الشبابية - انتلق اندرسون كوبر عبر شبكة سي. ان ان إلى النجومية السريعة كما الفتى الذهبي لشبكة سى ان ان ومحبوب من الأوساط الاعلامية بسبب التغطية العاطفية للعاصفة.» 
في آب / أغسطس 2005، غطى مجاعة النيجر من مارادي.
في أيلول / سبتمبر 2005 تغير شكل الأخبار المسائية  لشبكة سي ان ان من 60 إلى 120 دقيقة لتغطية العنف غير العادي في موسم الأعاصير. وللمساعدة في توزيع بعض من تزايد عبء العمل، كان كوبر يعمل مؤقتا كمساعد مراسل لآرون براون. وافيد بان هذا الترتيب أصبح دائما في نفس الشهر من قبل رئيس عمليات شبكة سي ان ان الأمريكية، جوناثان كلاين، الذي دعا كوبر «مراسل المستقبل.» 
بعد إضافة كوبر، ازداد تصنيف الأخبار المسائية زيادة كبيرة؛ ولاحظ كلاين أن كوبر كان اسم على طرف لسان الجميع."  ولمزيد من الاستفادة من هذا، أعلن كلاين عن تغيير كبير في البرامج في 2 نوفمبر عام 2005. برنامج كوبر 360° سيتم زيادته إلى ساعتين، ويتم تغيير موعده إلى 10 بعد الظهر الذي كان سابقا موعد الأخبار المسائية، ويحل برنامج الساعة الثالثة من غرفة عمليات وولف بليتزر محل موعد برنامج كوبر سابقا في السابعة مساء. مع "عدم وجود خيارات" لاستضافته البرامج، آرون براون ترك سي ان ان، ظاهريا بعد "اتفاق متبادل" مع جوناثان كلين بشأن هذه المسألة.، في أوائل عام 2007، وقع كوبر عقد بعدة سنوات مع سي ان ان، التي من شأنها أن تتيح له المواصلة كمساهم في 60 دقيقة، فضلا عن مضاعفة راتبه من مليوني دولار سنويا إلى ما تردد عن 4 ملايين دولار.
في أكتوبر 2007، بدأ كوبر استضافة البرنامج الوثائقي، كوكب الأرض في خطر، مع سانجاي غوبتا وجيف كورين على شبكة سي. ان ان. في عام 2008، كون هو، وغوبتا، والاميركية ليزا لينغ من المستكشفة الجغرافية الوطنية فريقا لتكملة، الكوكب في خطر: خطوط القتال، والتي بدات لأول مرة في كانون الأول / ديسمبر 2008. في عام 2007 أيضا بدأ استضافة أبطال سي ان ان: تكريم كل النجوم، برنامج حيث يكرم ويوضح أفعال غير عادية من قبل الناس العاديين.

## كتاباته
- كوبر هو كاتب حر حيث ظهرت مقالاته في العديد من المنافذ الأخرى، بما فيها مجلة ديتالز.[20]
- في مايو 2006 نشر كوبر الإرساليات من الحافة، ومذكرات هاربر كولينز عن تفاصيل حياته والعمل في سري لانكا، وأفريقيا، والعراق ولويزيانا على مدار العام السابق. تبرع ببعض عائدات الكتاب للجمعيات الخيرية.[21] وتصدر الكتاب قائمة صحيفة نيويورك تايمز عن أفضل الكتب مبيعا في 18 يونيو 2006.[22]

## حياته الشخصية
كوبر له اثنان من الاخوات غير الاشقاء والأكبر سنا، ليوبولد ستانسلاوس «ستان» ستوكوسكى (مواليد 1950)، وكريستوفر ستوكوسكى (مواليد 1952)، من زواج غلوريا فاندربيلت عشر سنوات من الموصل ليوبولد ستوكوسكى.
كوبر لم يتزوج قط، وتجنب مناقشة نشطة لحياته الخاصة، مشيرا إلى الرغبة في حماية حياده كصحفي. تصريحاته العلنية تتناقض عمدا مع حياة والدته التي مضت في دائرة الضوء من الصحافيين الشعبيين ونشرها لمذكراتها التي توضح التفاصيل بصراحة عن شئونها مع المشاهير؛ وتعهد كوبر «بعدم تكرار هذه الاستراتيجية». افادت وسائل الاعلام المستقلة ان كوبر مثلي الجنس،  وفي مايو 2007، جعلته مجلة اوت  في المرتبة الثانية وراء ديفيد جيفين في قائمة الخمسين «أقوى مثلي بين الرجال والنساء في أمريكا». وعندما سئل عن نشاطه الجنسي ذكر «انا افهم لماذا الناس قد تكون مهتمة. ولكني لا اتحدث عن حياتى الشخصية. لقد اتخذت قرارا منذ فترة طويلة، قبل أن أعرف أحد على الإطلاق سيكون مهتما بحياتي الشخصية. الامر كله عن كونى مراسلا انى يجب أن أكون مراقبا، وأن أكون قادرا على التكيف مع أي فريق كنت فيه، وأنا لا أريد أن أفعل شيئا يهدد ذلك». إلا أنه ناقش رغبته في أن يكون له أسرة وطفل.
وقال أيضا لأوبرا وينفري - في الوقت الذي تعزز فيه كتابه — انه يعاني من عسر قراءة كالطفل. واكد ان لديه «عسر قراءة معتدل» في عرض الليلة لجاي لينو، الذي كان لديه أيضا عسر قراءة في أغسطس 2007. في مارس 2008، ذكر كوبر على شبكته أنه خضع لعملية جراحية صغيرة في عينه اليسرى لإزالة «بقعة صغيرة من سرطان الجلد».

## جوائز
- 2008 جائزة العمل ضد الجوع الإنساني
- 2005 الجائزة الوطنية للعناوين عن تغطية تسونامي [32]
- جائزة إيمى لمساهمته في تغطية سى ان ان جنازة الأميرة ديانا، وآخرى في عام 2006 عن التغطية الحية الرائع لقصص الأخبار العاجلة—نموذج مطول لتقريره عن المجاعة في النيجر [33]
- اللوحة الفضية من مهرجان شيكاغو السينمائي الدولي لتقريره من سراييفو عن الحرب الأهلية البوسنية
- برونزية لتغطية المجاعة في الصومال [بحاجة لمصدر]
- الجائزة البرونزية من المهرجان الوطنية للفيلم والفيديو التعليمى لتقريره عن الإسلام السياسي [بحاجة لمصدر]
- 2001 جائزة تحالف المثليين والسحاقيات ضد التشهير في الإعلام عن الصحافة التلفزيونية الرائعة عن «بطل الثانوية». تقريره 20/20 وسط المدينة  عن رياضى المدرسة الثانوية كوري جونسون[34]

## الجدول الزمني الوظيفي
- 1999-2000: أخبار العالم الآن مذيع مساعد [35]
- 2001-2002: مضيف مول [35]
- 2003 إلى الوقت الحاضر: مذيع اندرسون كوبر 360° [35]
- 2005: مذيع مساعد في الأخبار المسائية [35]
- 2007 إلى الوقت الحاضر: مراسل 60 دقيقة [35]

## وصلات خارجية
- أندرسون كوبر على موقع IMDb (الإنجليزية)
- أندرسون كوبر على موقع الموسوعة البريطانية (الإنجليزية)
- أندرسون كوبر على موقع مونزينجر (الألمانية)
- أندرسون كوبر على موقع قاعدة بيانات برودواي على الإنترنت (الإنجليزية)
- أندرسون كوبر على موقع إن إن دي بي (الإنجليزية)
- أندرسون كوبر على موقع ديسكوغز (الإنجليزية)
- أندرسون كوبر على موقع قاعدة بيانات الفيلم (الإنجليزية)
- أندرسون كوبر على موقع كينوبويسك (الروسية)
- اندرسون كوبر 360°
- شبكة اندرسون كوبر 360°
- سي إن إن: المراسلون والصحفيون: اندرسون كوبر